# Kručica (otok)
Kručica je nenaseljeni otočić u otočju Lastovci, istočno od Lastova. Otok je od Lastova udaljen oko 1700 metara, a najbliži otok mu je Petrovac, oko 200 m prema zapadu.
Površina otoka je 474.289 m2, duljina obalne crte 3,208 km, a visina 69 metara.